# Wojciech Tomaszewski (koszykarz)
Wojciech Tomaszewski (ur. 20 lutego 2002) – polski koszykarz występujący na pozycjach rzucającego obrońcy lub niskiego skrzydłowego, od 2022 zawodnik Arriva Polskiego Cukru Toruń. 

## Osiągnięcia
Stan na 2 maja 2024, na podstawie, o ile nie zaznaczono inaczej.

### Drużynowe
Seniorskie
- Finalista Superpucharu Polski (2020)[4]
- Uczestnik:
  - międzynarodowych rozgrywek FIBA Europe Cup (2020/2021 – TOP 16)
  - kwalifikacji do Ligi Mistrzów (2020)

Młodzieżowe
- Brązowy medalista mistrzostw Polski:
  - juniorów (2018)
  - kadetów (2018)

### Indywidualne
- Uczestnik konkursu wsadów OBL (2024)[5]

### Reprezentacja
- Wicemistrz Europy U–18 dywizji B (2019)
- Uczestnik:
  - uniwersjady (2023 – 9. miejsce)
  - mistrzostw Europy:
    - U–20 (2022 – 13. miejsce)
    - U–16 dywizji B (2018 – 5. miejsce)